# معدن زغال سنغ (زياران)
معدن زغال سنغ (بالإنجليزية: Madan Zaghal Sang)‏ هي منطقة سكنية تقع في إيران في قسم زیاران الریفي.